# Med tacksam röst och tacksam själ
Med tacksam röst och tacksam själ (tyska Ich singe dir mit Herz und Mund) är en lovpsalm av Paul Gerhardt, tryckt år 1653 tillsammans med melodin av Johann Crüger (3/2, F-dur) från samma år. 
Texten översattes till svenska av Johan Alfred Eklund 1911. Vers två bygger på Klagovisorna 3:22-23 och vers tre på Jobs bok 38:4-7. Melodin används också ibland till Kom, låt oss nu förenas här. Vid psalmens första publicering i Sverige 1921 användes en annan koral. Det anges i Koralbok för Nya psalmer, 1921 att melodin eventuellt är gjord av Johan Georg Christian Störl från 1710 och att det är samma melodi som används till psalmen Din klara sol går åter opp (1819 nr 420), Ett litet fattigt barn jag är och Dig, ljusens Fader, vare pris.
I tre av psalmens nio strofer ställs frågor om vem som ”bygger jordens vida rund” eller vem som ”skänker under livets vår av lyckans rikedom” – och sedan kommer svaret: ”Min Gud och Fader, det är du”.

## Publicerad i
- Nya psalmer 1921 som nummer 627 under rubriken "Det Kristliga Troslivet: Troslivet i hem och samhälle: Det kristna hemmet: På födelsedagen".
- 1937 års psalmbok som nummer 523 under rubriken "Ungdom".
- Herren Lever 1977 som nummer 807 under rubriken "Lovsånger".[1]
- Den svenska psalmboken 1986 som nummer 24 under rubriken "Gud, vår skapare och Fader".
- Lova Herren 1988 som nummer 608 under rubriken "Guds barns tacksägelse och lovsång"
- Finlandssvenska psalmboken 1986 som nummer 288 under rubriken "Glädje och tacksamhet"
- Cecilia 2013 som nummer 37 under rubriken "Gud Fadern".